# Abbaye de Maceira Dão
L'abbaye de Maceira Dão est une ancienne abbaye cistercienne située au Portugal, dans la freguesia de Fornos de Maceira Dão (pt), à peu de distance au sud-est de Viseu. Fondée en 1188, elle est fermée en 1834 par l'extinction des ordres religieux (pt).

## Localisation

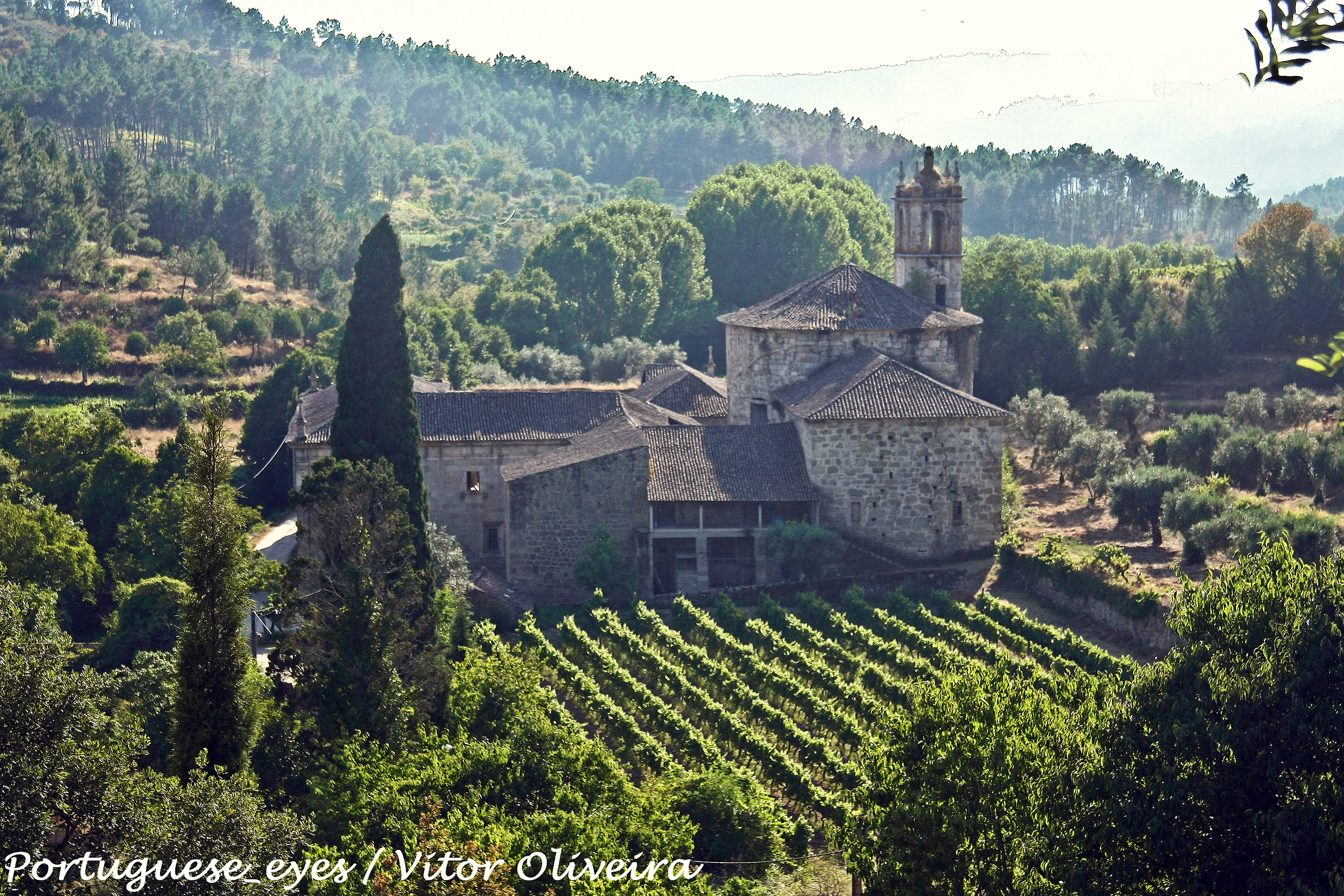
Le cadre de l'abbaye.

L'abbaye est située à une demi-douzaine de kilomètres au sud-est de Viseu, dans une vallée fertile, traversée par un ruisseau, composée d'une zone de culture, structurée en terrasses, où domine la vigne, de bois, d'annexes agricoles.

## Historique

### Fondation
L'abbaye de Maceira Dão est la troisième abbaye cistercienne fondée au Portugal, après Tarouca et Alcobaça : elle est en effet fondée en 1161 par Sueiro Teodoniz. Le premier établissement est fondé à Moimenta de Maceira Dão (pt), à quelques kilomètres au sud de l'emplacement définitif. En 1173, le transfert dans le site actuel est effectué. Comme pour les autres abbayes cisterciennes portugaises, Maceira Dão est sous la protection d'Alphonse Ier,.

### Prospérité
Le patrimoine de l'abbaye s'accroît progressivement au cours des siècles suivant du fait des ombreuses donations qu'elle reçoit. Aux XVIIe et XVIIIe siècles, une vaste compagne de reconstruction est menée pour restaurer le monastère.

### Commende
En 1560, Henri Ier ferme le couvent des Bernardins situé à Vale de Madeiros (pt) et en incorpore toutes les possessions à l'abbaye de Maceira Dão.

### Fin et devenir de l'abbaye
L'extinction des ordres religieux (pt) met fin à la vie monastique en 1834. En 1837, en 1837, le conseil municipal de Mangualde prend en charge les bâtiments.
Au début du XXIe siècle, le bâtiment appartient à un particulier et est classé monument national. Il a été transformé en une exploitation viticole devenue la plus productive de la région.

## Architecture
Le monastère est composé de plusieurs corps de bâtiments construits à des époques différentes. Le noyau monastique est de plan rectangulaire, organisé autour du cloître central ; l'abbatiale est située sur le côté gauche, c'est-à-dire septentrional ; elle est placée légèrement en retrait du complexe monastique, comme dans d'autres abbayes cisterciennes lusitaniennes de la même époque, notamment Lafões.

### Abbatiale

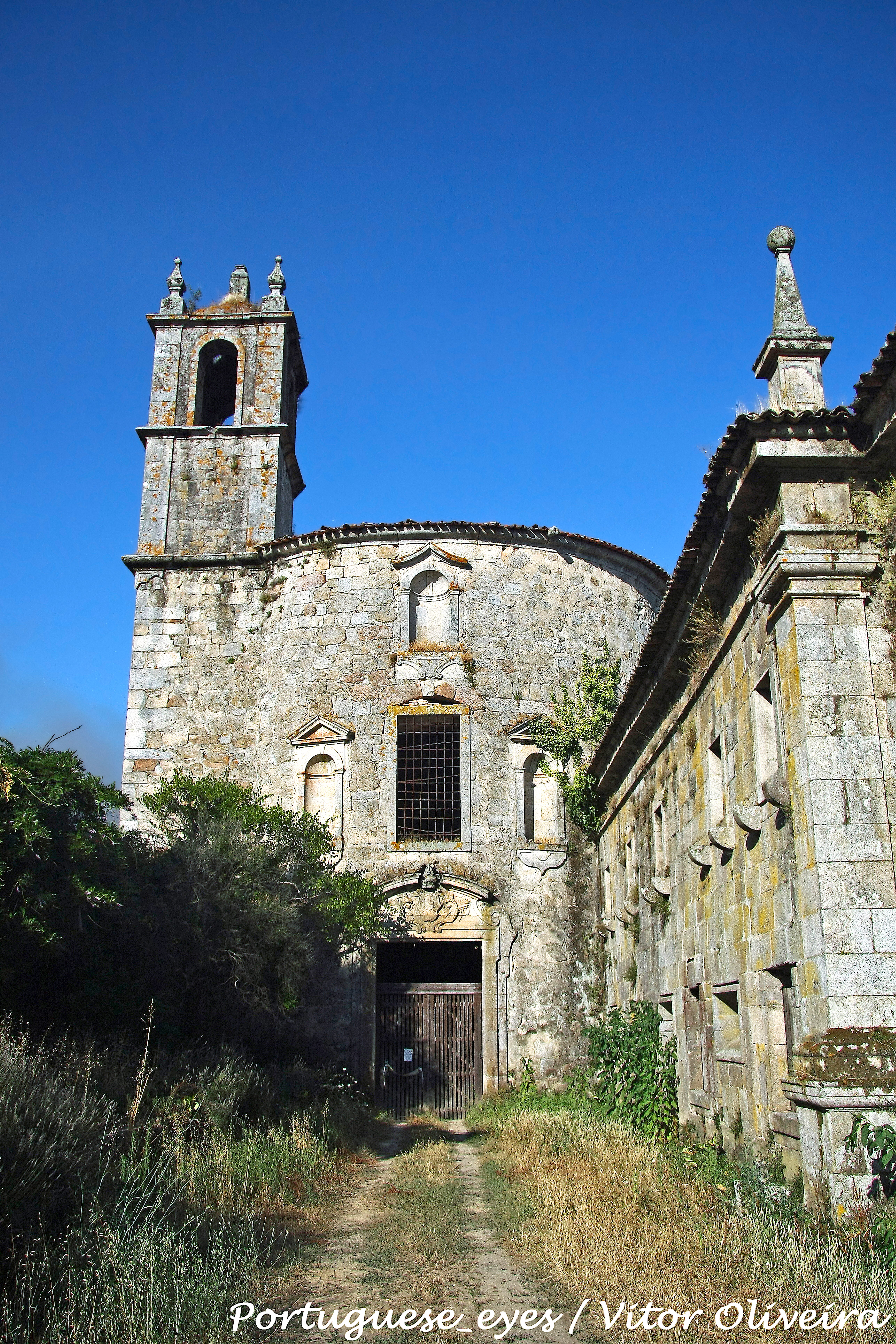
La façade de l'église, encadrée par le clocher à gauche et les bâtiments conventuels à droite.

#### Plan
Le plan de l'abbatiale est très inhabituel, avec un nef de forme elliptique et relativement haute, au fond de laquelle est situé le chœur plus classique, de plan rectangulaire, assez long de manière à pouvoir accueillir les stalles, et moins haut. Les traitements des surfaces intérieures sont également différenciés. La nef est voûtée en briques formant une fausse coupole, le chœur en fausse voûte de lunettes.

#### Extérieur
Le clocher, relativement haut, est divisé par des corniches en trois registres, dont le plus élevé est percé de fenêtres arquées en plein cintre. Le toit surmontant le clocher est en encorbellement conique. Les modénatures ont été reprises au XVIIIe siècle et présentent des profils contre-courbés dans le style de Francesco Borromini.

#### Intérieur
Les fenêtres percées dans les façades latérales et dans le pignon principal sont vastes et permettent un éclairage lumineux. Des vestiges de fresques murales sont visibles sur les murs internes.

### Autres bâtiments monastiques

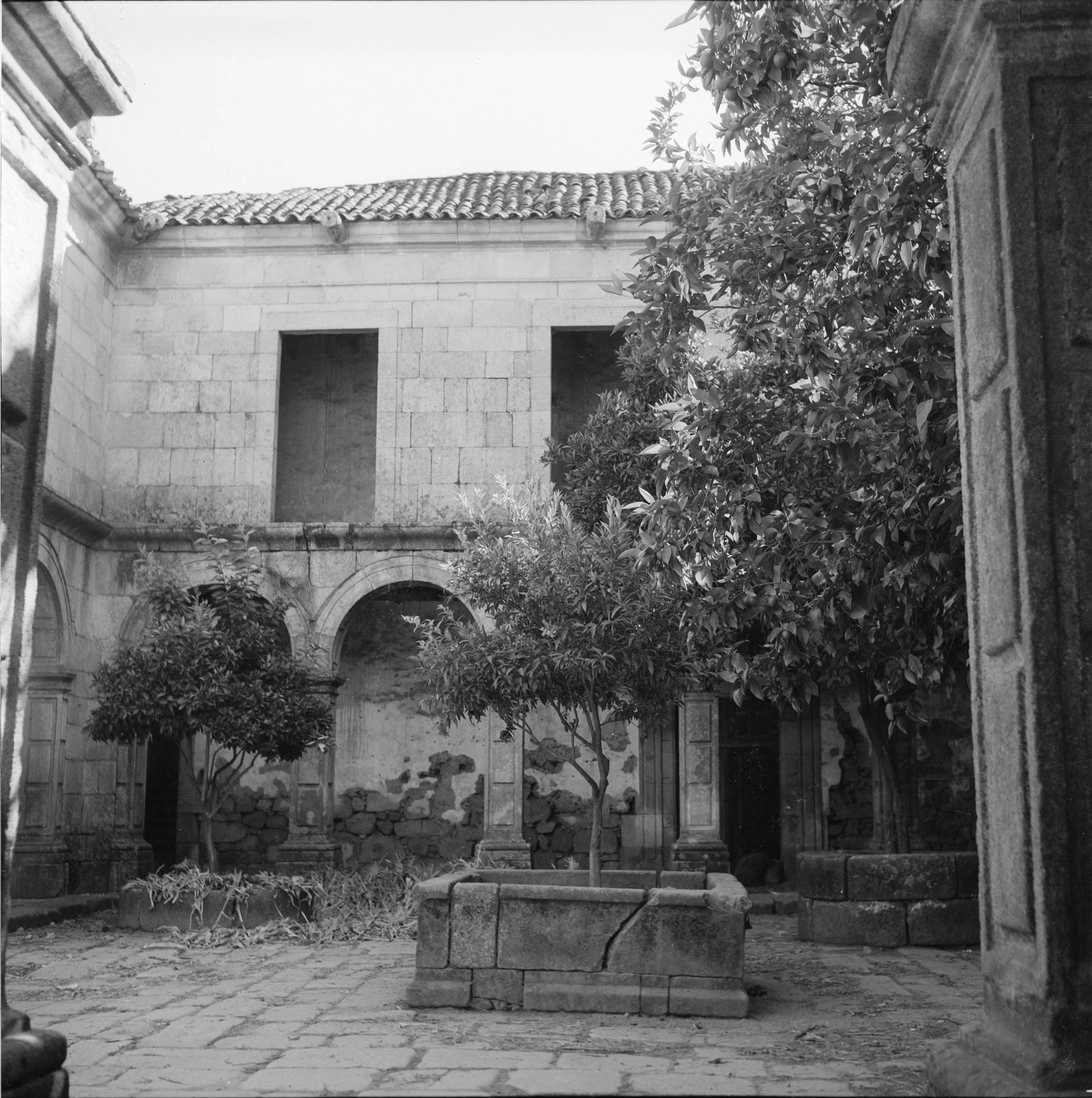
Le cloître de l'abbaye.

Les bâtiments conventuels étant situés plus haut que le terrain environnant, des escaliers ont été ajoutés à la façade latérale. Ces bâtiments ont été reconstruits au XVIIe siècle, ce dont témoignent plusieurs dates inscrites sur les pinacles. Le cloître, construit en pierres de taille, est quadrangulaire et compte deux étages : l'étage inférieur est voûté en arcs, l'étage supérieur éclairé fenêtres rectangulaires. La charpente est couverte de tuiles.
La partie inférieure du cloître abrite, du côté occidental, le réfectoire, la cuisine ainsi que le hall d'entrée. Du côté nord, un hall ; enfin, sur le côté oriental est placée la salle capitulaire, dont l'entrée est marquée par une porte encadrée de pilastres. Au-dessus se trouvent les cellules monastiques, ainsi que l'infirmerie, la bibliothèque et la maison d'hôtes
Des marques de sculpteurs et des sceaux identiques se trouvent dans les pierres de Maceira Dão et d'Alcobaça, ce qui laisse penser que les mêmes artisans ont travaillé sur les deux monastères. De nombreuses modénatures sont présentes dans le bâtiment, la plupart étant simples d'aspect, contrairement à celles de l'abbatiale.
De manière inhabituelle, la façade principale est précédée d'un atrium fermé, flanqué de deux corps de tour. L'accès se fait par un portail à linteau droit, flanqué de colonnes encastrées dans le mur.